# Anticlea frigida
Anticlea frigida är en nysrotsväxtart som först beskrevs av Diederich Franz Leonhard von Schlechtendal och Adelbert von Chamisso, och fick sitt nu gällande namn av Wendy Beth Zomlefer och Walter Stephen Judd. Anticlea frigida ingår i släktet Anticlea och familjen nysrotsväxter. Inga underarter finns listade.